# 巴甫利夫卡 (赫里霍里夫卡市鎮)
46°17′48″N 33°47′36″E / 46.29667°N 33.79333°E
巴甫利夫卡（烏克蘭語：Павлівка）是位於烏克蘭南部的村莊，由赫爾松州卡霍夫卡區的赫里霍里夫卡市鎮負責管轄。該村始建於1869年，面積60平方公里，海拔高度26米，2001年人口1,286，人口密度每平方公里21.4人。